# Gretel Bergmann
Gretel Bergmann, também conhecida como Margaret Bergmann-Lambert (Laupheim, 12 de abril de 1914 - Queens, Nova Iorque, 25 de julho de 2017
), foi uma atleta alemã de origem judaica, especialista na prova do salto em altura.

## Carreira
Nascida em Laupheim, Gretel Bergmann iniciou sua carreira profissional no atletismo em 1930 quando se matriculou no Ulm Football Club 1894. Um ano depois já estabelecia o recorde alemão do salto em altura durante o Campeonato do Sul da Alemanha com a marca de 1,51 metro.
Após a ascensão do nazismo em 1933, acabou expulsa do clube por ser de família judia. Junto a seus pais mudou-se para o Reino Unido, onde conquistou, em 1934, o Campeonato Britânico na prova em que era sua especialidade com a marca de 1,55m.
Pouco antes dos Jogos Olímpicos de 1936, que seriam realizados em Berlim, o governo alemão exigiu o seu retorno ao país, inclusive ameaçando com represálias alguns de seus parentes que haviam permanecido na Alemanha. Bergmann acabou retornando e recebeu autorização para se preparar às Olimpíadas. Em 30 de junho de 1936, um mês antes da abertura dos Jogos Olímpicos, ela igualou o recorde alemão e europeu do salto em altura com a marca de 1,60m. No entanto, duas semanas antes da abertura, ela recebeu uma carta do Comitê Olímpico Alemão dando conta de que seria retirada da equipe porque haviam considerado seu desempenho insuficiente para competir em nível internacional. Acabou substituída pela saltadora Dora Ratjen, que mais tarde se revelou ser um homem.
Em 1937 emigrou para os Estados Unidos, onde se casou com o médico Bruno Lambert e passou a se chamar Margaret Bergmann-Lambert. No mesmo ano conquistou os títulos do salto em altura e do arremesso de peso no Campeonato Nacional dos Estados Unidos e repetiu o título do salto em altura na competição de 1938.
Gretel Bergmann encerrou sua carreira no atletismo em 1939.
Em 2009 a Federação alemã de atletismo reconheceu seu recorde nacional.